# Beretta AR-70
 (novembre 2019).
L'AR-70 est un fusil d'assaut Beretta développé initialement avec la firme suisse SIG. Le AR-70 fut réglementaire dans l'armée italienne dans les Troupes de marine et l'Armée de l'air italienne à partir de 1975. Néanmoins l'Armée de Terre italienne conservait ses BM-59 jusqu'à la fin des années 1980, remplacé alors par un dérivé de l'AR-70 : l'AR-70/90.

## Présentation
Cette arme d'épaule est la synthèse du M16A1, du Stoner 63, du FN FAL et de l'AK-47, réalisée par Vittorio Valle alors membre du bureau d'étude de Beretta. Comme ces fusils, il tire en rafale libre et au coup par coup grâce à un système à emprunt des gaz. Néanmoins, son piston est particulièrement long. Sa monture est en matière synthétique[Laquelle ?] et sa carcasse est en alliage[Lequel ?]. Son sélecteur de tir est uniquement présent à gauche. Ses versions standard et parachutistes peuvent tirer des grenades à fusils et recevoir une baïonnette.
L'origine du projet fut le développement commun avec SIG mais qui n'aboutira pas du fait de divergences dans les solutions techniques. Pour SIG cela donnera la Famille des SG530/SG54X/SG55X.

## Versions
- AR-70/223 : Modèle de base destiné au fantassin. Canon de longueur standard et crosse fixe en matière synthétique à haute résistance.
- AR-70 Sport : Modèle semi-automatique destiné à la chasse et au tir sportif chambré en .222 Remington.
- SC-70 : Carabine conçue pour armer les parachutistes. Canon standard et crosse repliable latéralement.
- SCS-70 : Carabine courte étudiée pour les forces spéciales. Canon court et crosse repliable latéralement.
- LM-70 : Version fusil-mitrailleur léger. Il s'agit du AR-70 muni d'un canon étoffé et d'un bipied.

## Exportations
Victime du succès des M16 et HK-33, ce FA fut uniquement vendu à l'Arabie saoudite, au Burkina Faso, à la Jordanie, à la Malaisie et au Nigéria : tous clients fidèles de Beretta.

## Fiches techniques

### AR-70/223
- Munition : 5,56 mm OTAN
- Canon : 450 mm
- Masse (arme vide) : 3,8 kg
- Chargeur : 30 cartouches
- Cadence de tir théorique : 650 coups/min
- Portée efficace : 400 m